# Robert Hültner
Robert Hültner (Inzell, 1950. június 4. –) német filmrendező, regény- dráma- és hangjátékíró.
Nyomdai betűszedést tanult, majd elvégezte a Müncheni Filmfőiskolát. Először rendezőasszisztens, majd rendező lett. Dokumentum- és rövidfilmek fűződnek nevéhez, de filmrestaurátorként is ismert. Vándorfilmszínházat is igazgatott. Írt drámákat, hangjátékokat, forgatókönyveket. Tíz bűnügyi és történelmi regénye jelent meg. Münchenben és Dél-Franciaországban él.

## Díjak
- Német Krimidíj (1996)
- Friedrich Glauser-díj (1998)
- Német Krimidíj (1998)
- Tukan-díj (2009)

## Művei (Válogatás)

### Regények
- Walching (1993)
- Inspektor Kajetan und die Sache Koslowski (1995)
- Die Godin (1997)
- Der Hüter der köstlichen Dinge (2001)
- Inspektor Kajetan und die Betrüger (2004)
- Das schlafende Grab (2004)
- Fluch der wilden Jahre (2005)
- Der Sommer der Gaukler (2006)
- Ende der Ermittlungen (2007)
- Inspektor Kajetan kehrt zurück (2009)
- Inspektor Kajetan und die Sache Koslowski. Graphic novel Bernd Wiedemann illusztrációival (2012)
- Am Ende des Tages (2013)
- Tödliches Bayern  (2014)
- Lazare und der tote Mann am Strand (2017)

### Színművek
- Schikaneder (2004)
- Marseillaise (2006)
- Der Leutnant von A. (2007)
- Der Bedeutende (2008)

### Hangjátékok
- Walching  (1996)
- Radio-Tatort BR: Irmis Ehre  (2008)
- Radio-Tatort BR: Hexenjagd  (2009)
- Radio-Tatort BR: Dienstschluss  (2009)
- Radio-Tatort BR: Unter sticht Ober  (2010)
- Radio-Tatort BR: Vanitas  (2011)
- Radio-Tatort BR: Unter Verdacht  (2011)
- Radio-Tatort BR: Der Stalker (2012)
- Radio-Tatort BR: Wasser bis zum Hals (2013)
- Radio-Tatort BR: Wallfahrt (2014)
- Radio-Tatort BR: Winterliebe (2014)
- Radio-Tatort BR: Schenja (2015)
- Radio-Tatort BR: Menetekel (2015)
- Radio-Tatort BR: Unten am Fluss (2016)
- Radio-Tatort 132, BR: Der Schatz in der Taverne (2019)

### Forgatókönyv
- Sommer der Gaukler  (2011)